# Calle Peñuelas (Sevilla)
La calle Peñuelas es una vía pública de la ciudad española de Sevilla.

## Descripción
La vía discurre desde la calle Bustos Tavera, donde entronca con Doña María Coronel, hasta la plaza de San Román. Se habría conocido también como «calle del Varón de San Quintín». Aparece descrita en la Noticia histórica del origen de los nombres de las calles de esta ciudad de Sevilla (1839) de Félix González de León con las siguientes palabras:

Calle de las Peñuelas. Corresponde al cuartel D. y á la parroquia de san Roman. Es la misma que por otro nombre se conoce por el Varon de san Quintin, uno y otro nombre lo toma de dos caballeros que vivieron en ella; pero ignoro quienes fueron. Es ancha y pasa desde la calle Reeal á la plaza de san Roman, sin nada que observar.
(González de León, 1839, p. 395)